# Chelatometrie
Die Chelatometrie (v. gr. chele „Krebsschere“), auch Komplexometrie genannt, ist eine Methode der analytischen Chemie. Sie dient zumeist der quantitativen Metallbestimmung in wässriger Lösung durch Titration. Sie wurde 1945 von Gerold Schwarzenbach entwickelt. Sie beruht auf der Bildung von Chelatkomplexen, Umschlingungskomplexen mit mehrzähnigen Liganden, aus Metallionen und Komplexbildnern. 
Der zu titrierenden Lösung setzt man einen Indikator zu. Dieser zeigt im freien Zustand eine andere Farbe als nach Bindung an das Metallion. Da der Indikator nur schwach an das Metallion gebunden ist, wird er bei Zugabe des Chelatliganden freigesetzt, sodass sich die Farbe der Lösung ändert. Häufig wird in einer Pufferlösung gearbeitet, um den pH-Wert konstant zu halten. Metallindikator und Puffer können auch in Indikator-Puffertabletten kombiniert vorliegen.
Im Handel finden sich Chelatbildner beispielsweise unter den Namen Komplexon, Idranal oder Titriplex, gefolgt von einer römischen Ziffer.
| Komplexon | Trivialname                                                           | Abkürzung | Strukturformel |
| --------- | --------------------------------------------------------------------- | --------- | -------------- |
| I         | Nitrilotriessigsäure                                                  | NTA       |                |
| II        | Ethylendiamintetraessigsäure                                          | EDTA      |                |
| III       | Ethylendiamintetraessigsäure-Dinatriumsalz                            | EDTA-Na2  |                |
| IV        | Cyclohexandiamintetraessigsäure                                       | CDTA      |                |
| V         | Diethylentriaminpentaessigsäure                                       | DTPA      |                |
| VI        | Ethylenglycol-bis(aminoethylether)- N,N,N′,N′-tetraessigsäure         | EGTA      |                |
| VII       | N-(2-Hydroxyethyl)-ethylendiamin-N,N',N′-triessigsäure-Trinatriumsalz | HEDTA     |                |
| VIII      | Triethylentetraminhexaessigsäure                                      | TTHA      |                |